# 分子电流假说
分子电流假说（electrodynamic molecule）是由物理学家安培于1821年提出的一个假说，认为磁体产生的磁场是磁体分子具有的环路电流的宏观现象。这一模型被后人修改，用于解释与研究包括磁体在内的热力学与统计力学性质。

## 原始表述
磁体分子中以太和两种电流质的分解会产生环绕分子的圆电流，形成一个个小磁体；当它们在外磁场作用下整齐排列时，就会在宏观上表现出磁性。

## 实际物理意义
- 自旋
- 电子轨道